# NEC Corporation
NEC Corporation (in giapponese 日本電気株式会社?) conosciuta anche come Nippon Electric Company, Limited, è una società multinazionale di tecnologia informatica, elettronica ed elettrica con sede a Minato-ku, Tokyo, Giappone.
Fa parte del conglomerato Sumitomo Group, attivo in svariati settori tecnologici. Le attività commerciali di NEC sono divise in sei segmenti: pubblico, aziende, servizi di rete, piattaforme di sistema, globale, altre attività.
È membro dell'Istituto europeo per le norme di telecomunicazione (ETSI).

## Storia
Venne fondata il 31 agosto del 1898 da Kunihiko Iwadare e Takeshiro Maeda utilizzando gli edifici acquistati dalla Miyoshi Electrical Manufacturing Company. Nel luglio del 1899, la Nippon Electric Company viene ufficialmente registrata. I lavori iniziarono con lo slogan "Better Products, Better Service", con la produzione, commercializzazione e manutenzione di telefoni ed interruttori. La mattina del 1º settembre 1923, un forte terremoto colpì la regione del Kantō causando grandi devastazioni in tutto il Giappone. La NEC non rimase incolume: furono distrutte quattro fabbriche e persero la vita 105 tra ingegneri e lavoratori. In seguito ai danni subiti dal reparto delle comunicazioni giapponese, il Ministero delle comunicazioni accelerò il programma per installare dei sistemi di commutazione automatici. La NEC ha partecipato al progetto, fino a diventare l'agente generale di vendita per ATM. Divenuta negli anni 1980 il più importante produttore di semiconduttori, in Italia è stata la prima azienda a commercializzare i videofonini, con il gestore telefonico 3.

## Cronologica delle attività di maggior successo
- Nel 1903, il centralino comune del Ministero delle comunicazioni giapponese, adotta la batteria fornita dalla NEC. I centralini con questo tipo di batteria vennero inizialmente importati, ma prodotti a livello locale solo a partire dal 1909. La NEC diventa così uno tra i principali leader nel mondo delle comunicazioni.
- Nel 1904, la NEC inizia ad esportare apparecchi telefonici in Cina, entrando ufficialmente nel mercato cinese nel 1908 con il trattato di telegrafia tra Cina e Giappone.
- Sempre nel 1908, a gennaio, la società entra nel mercato coreano con l'apertura di un ufficio a Seul. Questo è un ulteriore passo dell'espansione del servizio di telefonia giapponese, che dal 1907 al 1912 vede un incremento del fatturato da 1.6 milioni a 2 milioni di yen.
- Nel 1919, la NEC produce il primo centralino comune domestico di Tipo 1 per le chiamate interurbane. Inizia anche la collaborazione con la Sumitomo per la produzione di cavi elettrici.
- Nel 1920, si consolida a livello finanziario la collaborazione con la Sumitomo Electric Wire.

## Primati
Alla NEC furono scoperti per la prima volta da Sumio Iijima i nanotubi di carbonio. Nel 2002 la società creò il supercomputer ritenuto il più veloce al mondo: Earth Simulator.